# Meilhan (Landy)
Meilhan – miejscowość i gmina we Francji, w regionie Nowa Akwitania, w departamencie Landy.
Według danych na rok 1990 gminę zamieszkiwały 872 osoby, a gęstość zaludnienia wynosiła 22 osób/km² (wśród 2290 gmin Akwitanii Meilhan plasuje się na 480. miejscu pod względem liczby ludności, natomiast pod względem powierzchni na miejscu 176.).